# ديفيد كريغتون
ديفيد كريغتون هو سياسي كندي، ولد في 1 أبريل 1843 في غلاسكو في المملكة المتحدة، وتوفي في 7 نوفمبر 1917 في تورونتو في كندا. نشط حزبياً في حزب أونتاريو المحافظ التقدمي. وقد انتخب عضو برلمان مقاطعة أونتاريو ‏.